# Nowosielit´ba
Nowosielit´ba (ros. Новоселитьба) – wieś (ros. sieło) w południowo-wschodniej Rosji, terytorialnie i administracyjnie należąca do rejonu biełogorskiego, w obwodzie amurskim. 
Według danych statystycznych z 2016 roku wieś zamieszkiwało 44 mieszkańców. 